# Ptilope orné
Ptilinopus ornatus
Espèce
Statut de conservation UICN

 LC  : Préoccupation mineure
Le Ptilope orné (Ptilinopus ornatus) est une espèce d’oiseau appartenant à la famille des Columbidae.

## Répartition et sous-espèces
Cet oiseau vit en Nouvelle-Guinée.
Selon la classification de référence du Congrès ornithologique international (15.1, 2025) elle se répartit en deux sous-espèces :
- P. o. ornatus Schlegel, 1871 — péninsule de Doberai ;
- P. o. gestroi D'Albertis & Salvador, 1875 — répandu ;